# نورما باسيت هال
نورما باسيت هال (بالإنجليزية: Norma Bassett Hall)‏ هي مصممة مطبوعات أمريكية، ولدت في 1889 في هالسي في الولايات المتحدة، وتوفيت في 1957 في سانتا فيه في الولايات المتحدة.